# Eupithecia blandula
Eupithecia blandula es una especie de polilla de la familia Geometridae. La especie fue descrita por primera vez por Mironov & Galsworthy habiendo sido descrita en 2007, con distribución en la República de China. La envergadura es de unos 19,5 milímetros (0,8 plg).